# Ana Raquel Lins
Ana Raquel Montenegro Batista Lins (Natal, 11 de março de 1991) é uma ciclista paralímpica brasileira.

## Biografia

### Primeiros anos
Lins é natural de Natal, capital do Rio Grande do Norte. Ana nasceu com síndrome de Poland, deformidade rara que afetou sua região torácica, seu braço, mão e região abdominal esquerda. Iniciou no esporte por necessidades terapeuticas na natação e migrou para o triatlo no ano de 2014. Em 2017, começou no paraciclismo.
Aos oito anos de idade, ela participou das primeiras competições de natação. Conheceu o esporte paralímpico em 2005 e participou dos seus primeiros Jogos Parapan-Americanos no Rio de Janeiro (2007).

### Carreira
Cursou educação física pelo IESB
Lins competiu nos Jogos Paralímpicos de Verão de 2016, realizado no Rio de Janeiro, pelo triatlo classe PT4. Completou a prova com o tempo de 1h21min24s, na décima primeira colocação. Nos Jogos Paralímpicos de Verão de 2020, realizado em Tóquio, no Japão, competiu pelo paraciclismo e encerrou a prova de 500 metros contrarrelógio na 11.ª colocação.
No Campeonato Brasileiro de 2022, a atleta faturou a medalha de ouro na prova dos 500 metros do Paraciclismo de Pista.
A atleta busca uma vaga nos Jogos Paralímpicos de Verão de 2024, que serão realizados em Paris, na França.

## Conquistas
- Campeã Brasileira Pista 2019
- Campeã Brasileira. Contrarrelógio 2019.
- Lugar Jogos Parapan-Americanos Lima 2019  Classificação Combinada Estrada.
- 6° Lugar Jogos Parapan-Americanos Lima 2019 - Pista.[17]